# 東ライフデザインセンター

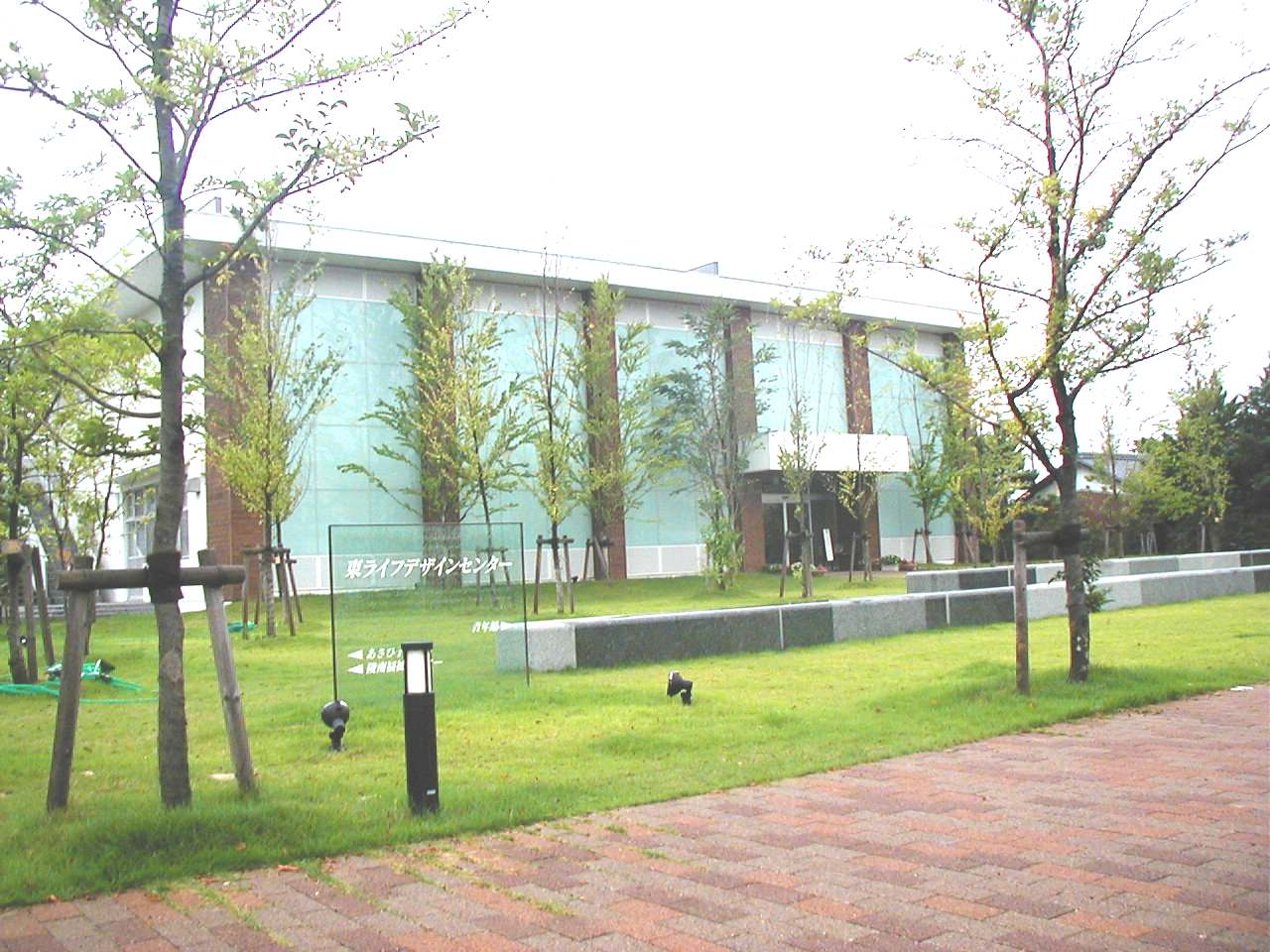
東ライフデザインセンター青年館

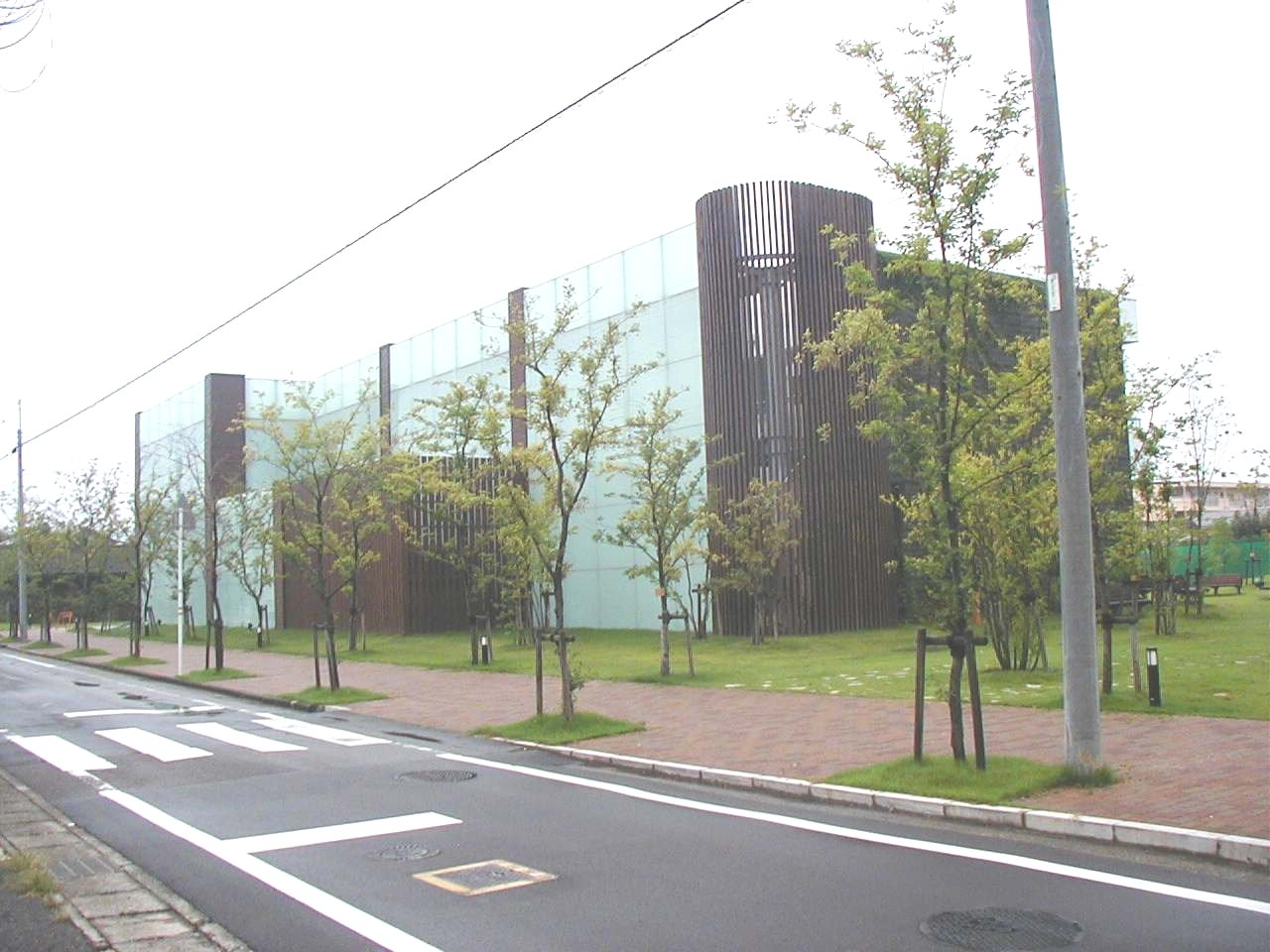
東ライフデザインセンターあさひ子ども館

東ライフデザインセンター（ひがしライフデザインセンター）は、岐阜県各務原市が管理・運営する文化・教養施設。センター内には「青年館」、「あさひ子ども館（旧あさひ幼稚園）」がある。平日の夜間や土曜日の昼間を中心にいろいろな講座が開催されており料金もリーズナブル。青年館を利用するには「各務原青年館利用証」が必要で、市内在住または在勤の30歳以下に限られている。

## 住所
- 各務原市鵜沼朝日町3丁目163-2

## 登録手続き
青年館窓口で申請書を提出。
登録費 600円（傷害保険代含む）
登録有効期限　申込みした日から年度末（3月）まで。
（4月には更新手続きが必要）

## 施設内容
- 研修室　（20人）
- 料理実習室　（20人）
- 和室　　（15人）
- 学習室　（15人）
- 体育室　（120人）
- テニスコート （1面）

### 事業内容
- 長期講座：前期、後期の2回。趣味・教養（現代的課題含む）・文化など各種
- ライフカレッジ・ハイカレッジ：年間を通して開講。講座・社会見学・サークル活動など
- クラブ・サークル発表会：年に 1回、展示・ステージ発表など
- 青年講座の開講：第1期（ 5月～7月）、第2期（9月～11月）、第3期（1月～3月）の3回
- 市民の自主的な生涯学習活動の支援
- 趣味・教養・スポーツ各種
- クラブ・サークルによる夏休み子ども講座の開催

### 利用時間
- 火曜日～土曜日　　9時～22時
- 日曜日　　　　　　9時～17時

注）講座がないとき（土日・平日夜間）には　利用登録者に限り施設をクラブ・サークル活動などで利用可能だが、事前予約が必要。

### 休館日
- 月曜日、祝日
- 12月28日～1月4日

### 駐車場
- 140台（東ライフデザインセンター、あさひ子ども館、陵南福祉センター共用）

## アクセス
- 各務原市ふれあいバス

稲羽線「陵南福祉センター前停留所」下車　徒歩1分